# 2626 Белніка
2626 Белніка (2626 Belnika) — астероїд головного поясу, відкритий 8 серпня 1978 року.
Тіссеранів параметр щодо Юпітера — 3,305.
Названий на честь астронома Миколи Олексійовича Бєляєва.